# Народно читалище „Слънце – 1879“
Народно читалище „Слънце – 1879“ е средище на духовния живот в община Ихтиман.

## История
В далечната 1879 г. ентусиасти начело с даскал Цветко Панев създават читалище под името „Свестяване“ в град Ихтиман. Читалището се е помещавало в една от сградите на църковното училище. Създадена е скромна библиотека към читалището, състояща се от малко книги, няколко вестника и списания. Това е първата читалищна дейност в Ихтиман.
През 1895 г. читалище „Свестяване“ е преименувано на „Слънце“ и е с нов устав. Възобновител е Юрдан Кошев.
На 30 октомври 1970 г. тържествено се открива нова читалищна сграда. Следват забележителни успехи постигнати от театралните колективи, хорови формации, групата за автентичен фолклор, танцовите състави, младежките рок-групи. В библиотеката се организират срещи с читатели и видни български писатели, поети и литературни критици. Получава награда за най-добро читалище в Софийска област, с най-богата и активна дейност.
През 1966 г. като признание за неуморна творческа дейност читалището е обявено за образцово и е наградено с орден „Кирил и Методий“ – I степен през 1969 година.
Читалището е основен организатор на фестивала „Майски дни на изкуствата“, който се провежда всяка година в града.